# Раду Вода (Ђурђу)
Раду Вода (рум. Radu Vodă) насеље је у Румунији у округу Ђурђу у општини Извоареле. Oпштина се налази на надморској висини од 84 m.

## Становништво
Према подацима из 2002. године у насељу је живело 336 становника, од којих су сви румунске националности.